# Västra Hanhals
Västra Hanhals (tidigare benämnd Hanhals)[källa behövs] är en tätort (mellan 1990 och 2020 småort) i Hanhals socken i Kungsbacka kommun vid Kungsbackafjorden. Orten ligger ungefär två kilometer sydväst om Hanhals kyrka och en kilometer sydväst om bebyggelsen som numera benämns Hanhals. Mitt emellan går motorvägen E6/E20. Norra delen av tätorten utgjorde före  2020 av en småort benämnd Skyttens.
Omgivningen består av jordbruksmark. I Västra Hanhals ligger en befästningsruin från tidig medeltid som var en föregångare till Varbergs fästning, båda grundade av greve Jacob. Hanhals hette då Hunehals.

## Idrott
Det finns flera idrottslag med ursprung i Hanhals, däribland Hanhals IF.

## Befolkningsutveckling
| Befolkningsutvecklingen i Västra Hanhals/Hanhals 1990–2020        | Befolkningsutvecklingen i Västra Hanhals/Hanhals 1990–2020 | Befolkningsutvecklingen i Västra Hanhals/Hanhals 1990–2020 | Befolkningsutvecklingen i Västra Hanhals/Hanhals 1990–2020 | Befolkningsutvecklingen i Västra Hanhals/Hanhals 1990–2020 |
| ----------------------------------------------------------------- | ---------------------------------------------------------- | ---------------------------------------------------------- | ---------------------------------------------------------- | ---------------------------------------------------------- |
|                                                                   |                                                            |                                                            |                                                            |                                                            |
| År                                                                |                                                            |                                                            | Folkmängd                                                  | Areal (ha)                                                 |
| 1990                                                              | 1990                                                       |                                                            | 106                                                        | 22#                                                        |
| 1995                                                              | 1995                                                       |                                                            | 122                                                        | 22#                                                        |
| 2000                                                              | 2000                                                       |                                                            | 143                                                        | 22#                                                        |
| 2005                                                              | 2005                                                       |                                                            | 152                                                        | 23#                                                        |
| 2010                                                              | 2010                                                       |                                                            | 160                                                        | 23#                                                        |
| 2015                                                              | 2015                                                       |                                                            | 174                                                        | 31#                                                        |
| 2020                                                              | 2020                                                       |                                                            | 248                                                        | 53                                                         |
| Anm.: tätort 2020 som införlivade småorten Skyttens # Som småort. |                                                            |                                                            |                                                            |                                                            |